# Марьина Роща (район Москвы)
Ма́рьина Ро́ща — район Москвы к северу от Садового кольца в Северо-Восточном административном округе, а также одноимённое внутригородское муниципальное образование.

## Происхождение названия
Существует несколько версий происхождения названия:
- Согласно одной, местность, прилегавшая к слободе Марьино в начале XV века, была названа в честь боярыни Марьи, женщины необычайной красоты, жены сына боярина Фёдора Кошки Фёдора Голтяя, который и владел этими землями[4].
- По другой версии название дано по имени атаманши Марьи, которая командовала разбойниками, так как вплоть до XVIII века Марьина роща была частью большого лесного массива, где обитали разбойники[4].

## Географическое положение района
Марьина роща — район в Северо-Восточном административном округе Москвы. Граница района проходит по проспекту Мира от границы с Останкинским и Алексеевским районами до улицы Сущёвский вал, по которой граница района доходит до улицы Советской Армии, поворачивая затем до театра Российской Армии (не включительно). От Крестовского моста до театра Российской Армии Марьина роща граничит с Мещанским районом Центрального административного округа Москвы. После театра район соседствует с Тверским районом Центрального административного округа. Далее граница меняет направление, проходя по улице Достоевского. Затем граница проходит по Тихвинской улице и вновь идёт по Сущёвскому валу, доходя до середины Савёловской эстакады, где в одной точке сходятся границы сразу пяти районов и трёх округов: Марьиной рощи (СВАО), Тверского (ЦАО), Бегового (САО), Савёловского (САО) и Бутырского (СВАО). После этого линия границы проходит через платформу Савёловскую, протягиваясь по железнодорожному пути до Складочной улицы, проходя по ней, а затем по речке Копытовке до другого железнодорожного пути. Здесь Марьина роща граничит с Бутырским районом Северо-Восточного административного округа. По этому пути граница проходит параллельно с Мурманским проездом (после Шереметьевской эстакады) до Проспекта Мира. На данном участке соседом Марьиной рощи является Останкинский район Северо-Восточного административного округа. Затем Марьина роща граничит с Алексеевским районом СВАО, а после — снова с Мещанским районом ЦАО.
Марьина роща является самым южным из всех районов СВАО.

## История района

### Первые поселения
Издревле на территории этой местности жили меряне. Марьинские леса много раз меняли своих хозяев. Во времена правления императрицы Анны Иоанновны ими владел князь М. А. Черкасский, потом граф Н. П. Шереметьев.

### Основание и XVIII век
Среди лесов находилась деревня Марьино. Первые упоминания о деревне Марьино относятся к концу XVI века. В XVII веке здесь уже существовала слобода. В 1742 году недалеко от деревни Марьино был проведён Камер-Коллежский вал, это была в то время граница Москвы. Лес вокруг вала был вырублен, а оставшиеся нетронутыми рощи стали на долгие годы излюбленным местом народных гуляний. Московский «Альманах» в 1829 году писал: «Густота рощи, совершенно одетой зеленью, предлагает приятную прогулку, здесь несколько вёрст в окружности со всеми прелестями неподкрашенной природы».
В 1750 году по указу Елизаветы Петровны здесь появилось первое кладбище в Москве.

### XIX век
В XIX веке здесь проживало достаточно много дворовых людей Шереметьевых. В деревне Марьино жила семья иконостасчиков Мочалиных, семья Мандрыгиных, один из которых, Иван Сергеевич, позолотил мебель Останкинского дворца.
В первой половине XIX века Марьина Роща ненадолго стала модным дачным местом — местные жители начали сдавать свои дома на лето горожанам.

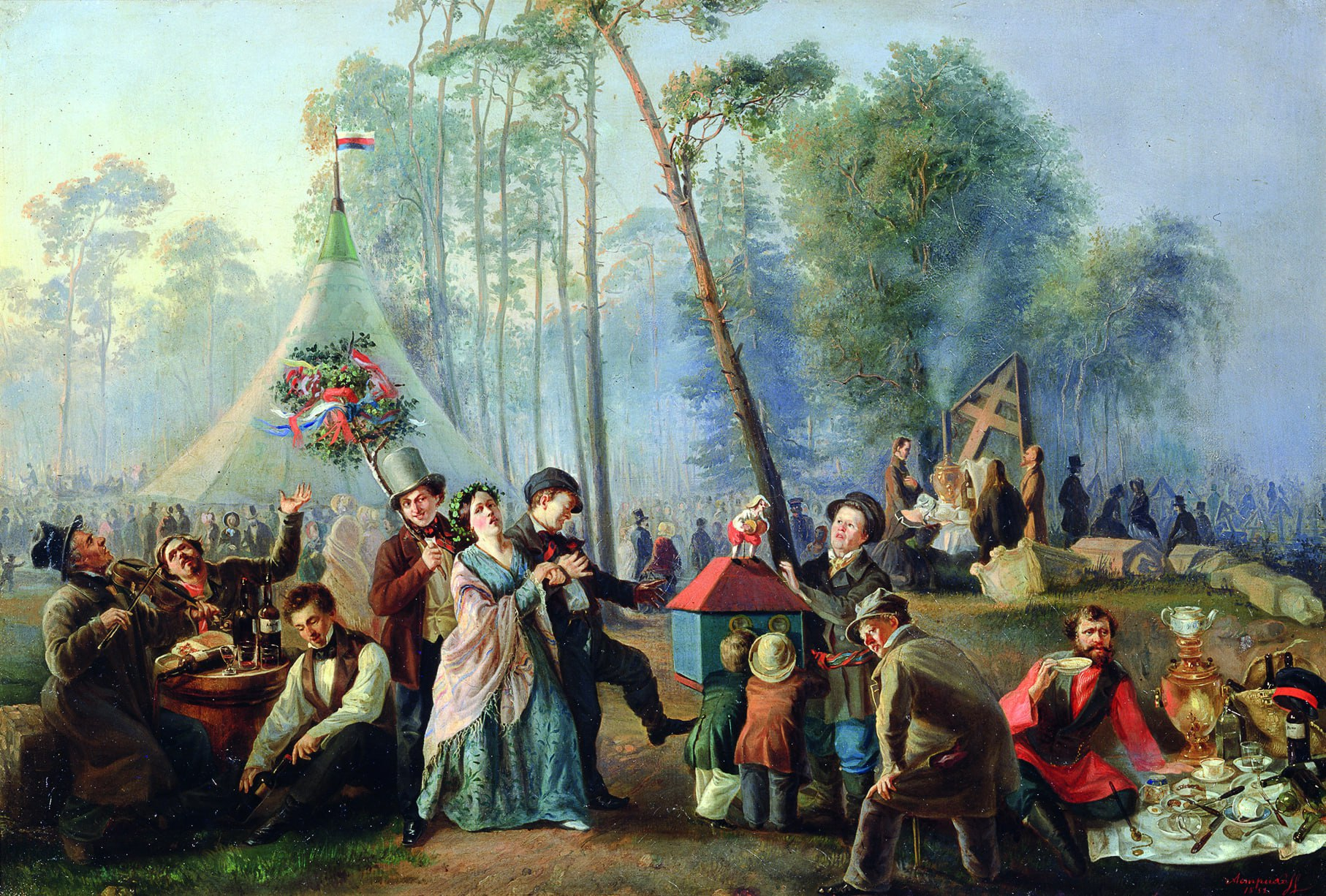
В. Е. Астрахов. Гулянье в Марьиной Роще. 1852

К приезду в Останкино в 1856 году императора Александра II крестьяне Марьино проложили шоссе от Троицкой дороги до Останкина, получившее название Царского.
Во второй половине XIX века в Марьиной роще находился Сад «Эльдорадо», который был закрыт в начале 1860-х годов.
После Крестьянской реформы 1861 года в Марьиной роще земли стали раздавать в аренду. Это плохо повлияло на судьбу Марьиной рощи. «Поземельное общество», получившее марьинорощинские земли от Шереметьевых в долгосрочную аренду, деревья вырубило, а землю стало сдавать мелким собственникам.
Марьина роща была застроена одно- и двухэтажными домами для бедноты. Прекратились традиционные народные гуляния[когда?]. После строительства железной дороги Москва — Петербург Марьина роща оказалась отрезанной от Останкина. По старой дороге (ныне Шереметьевская улица) рано утром и на закате проходило большое московское стадо, уничтожавшее последние островки зелени. Виндавская линия железной дороги, строительство которой началось в 1890-х годах, окончательно перерезала марьинорощинские земли, и Марьина роща превратилась в городской тупик.

Положение изменилось после строительства моста через железную дорогу, соединившего обе части Марьиной рощи. Это дало толчок к началу промышленной застройки района. Кротов и Метельцов построили на Сущёвском валу чулочную фабрику. Недалеко от неё Гусаров поставил дроболитейный заводик «Патронка», Мещерский — литографию. Немец Густав Лист — завод по производству насосов на изгибе Виндавской дороги (сейчас завод «Борец»). Постепенно менялся облик Марьиной рощи. Были замощены улицы, проложены водопровод и канализация. Официально в черту города Марьина роща вошла в конце XIX века.

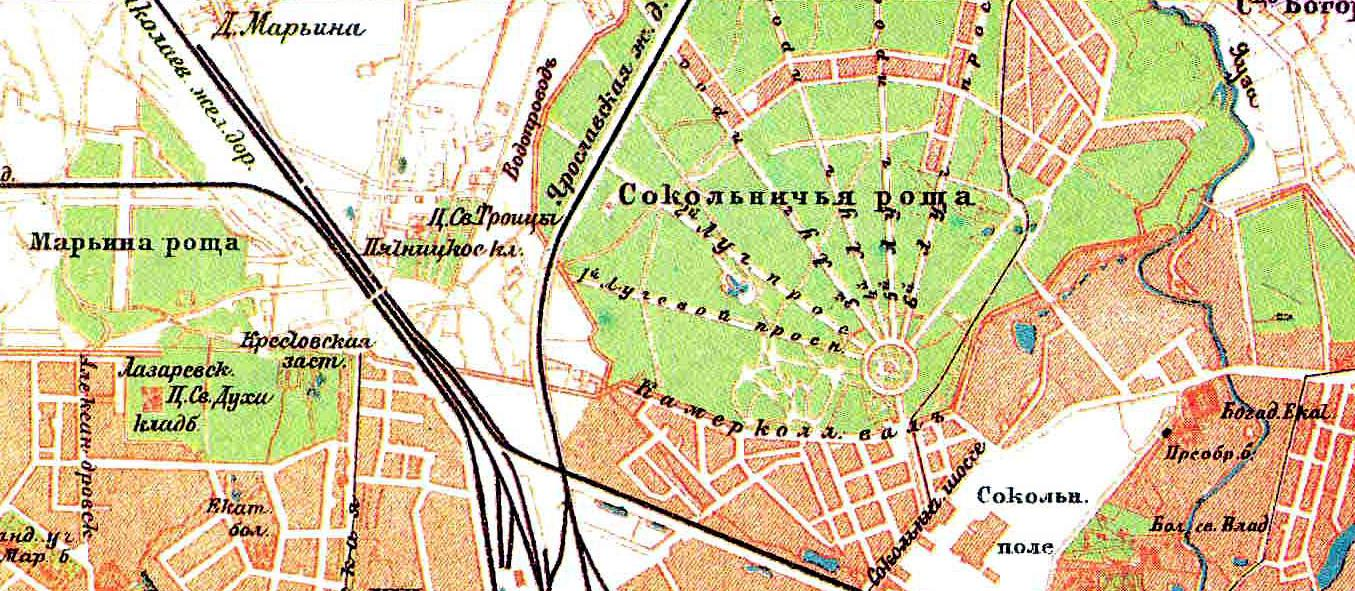
Марьина роща на карте Москвы 1895 года

В 1897 году на месте бывшего сада «Эльдорадо» было выстроено здание Императорского Московского инженерного училища ведомства путей сообщения.

### Начало XX века
Во время правления императора Николая II в 1903 году был создан на улице Шереметьевской храм Нечаянная Радость. В то же время в Марьиной роще появилось здание синематографа «Ампир».
В 1910-х годах на 4-й улице Марьиной рощи появились рыбные склады. Марьина роща была очень популярна у преступников, поэтому ходила поговорка «В Марьиной роще люди проще».
В годы Первой мировой войны большинство мужчин из деревни Марьино были призваны в армию.

### Советский период
Во время НЭПа марьинцы распахали под огороды 50 десятин земли и занялись цветоводством, приносившим в те годы неплохой доход.
В 1927 Рабочие чулочной фабрики им. Ногина выступили с заявлением о переименовании района. Выдвигались предложения о переименовании в Рабочую или Пролетарскую рощу.
В 1930-е и 1940-е годы район Марьиной рощи развивался как промышленный придаток Москвы. Она входила в Дзержинский район Москвы. Здесь были завод «Борец», комбинат твёрдых сплавов (М.К.Т.С.), завод «Станколит» и другие. С первых дней Великой Отечественной войны эти предприятия перешли на выпуск военной продукции, боеприпасов, вооружения. В здании нынешней школы № 237 был сформирован артиллерийский полк, который за воинскую доблесть получил почётное наименование «Артиллерийский Штеттинский Краснознамённый полк».
В конце 1950-х годов стали строиться пятиэтажные жилые дома. Также в районе имеются «хрущёвки», брежневские многоэтажки, дома современной эпохи.

### Образование района
В 1991 году были созданы временные муниципальные округа «Шереметьевский» и «Марьина Роща», входившие в состав Северо-Восточного административного округа Москвы и граничившие по Шереметьевской улице и Алексеевской соединительной железнодорожной ветке. После принятия 5 июля 1995 года закона «О территориальном делении города Москвы» данная территория была включена в состав нового района Москвы, получившего название «Марьина роща».

## Инфраструктура района
В настоящее время построены новые здания двух детских садов и новое здание Международной Академии бизнеса и управления (МАБиУ) на 5-м проезде Марьиной Рощи. Шереметьевский путепровод. Односторонними являются 2-я улица Марьиной Рощи (движение на север до пересечения с 3-м проездом Марьиной Рощи), участок 5-го проезда Марьиной Рощи (от 2-й улицы Марьиной Рощи до 1-го Стрелецкого проезда, движение на запад. На Сущёвском валу в настоящее время строится много деловых центров.
Имеется несколько школ. Школа № 237 (физико-математический уклон, форма — малиновый пиджак), № 242, № 259, № 1414, гимназия № 1572 (уклон на английский язык, форма — чёрный пиджак, чёрные брюки, белая рубашка), № 1956 (эстетический уклон, форма — зелёный пиджак). Все эти школы образуют образовательный комплекс — школа «Марьина Роща» им. В. Ф. Орлова.
В Марьиной роще находилась синагога, построенная в 1926 году. Синагога сгорела в 1993 году, сейчас на её месте стоит Московский еврейский общинный центр. При центре работает образовательный комплекс «Бейт Швидлер», в рамках которого функционирует еврейская школа «Месивта».
Московский молодёжный центр «Планета КВН» (ранее — кинотеатр «Гавана»). Театр «Сатирикон» (ранее в этом здании находился кинотеатр «Таджикистан», построенный на месте, где проходили некогда знаменитые народные гуляния).
В ноябре 2005 был открыт тоннель на улице Сущёвский Вал.
19 июня 2010 года открылась станция метро «Марьина Роща».

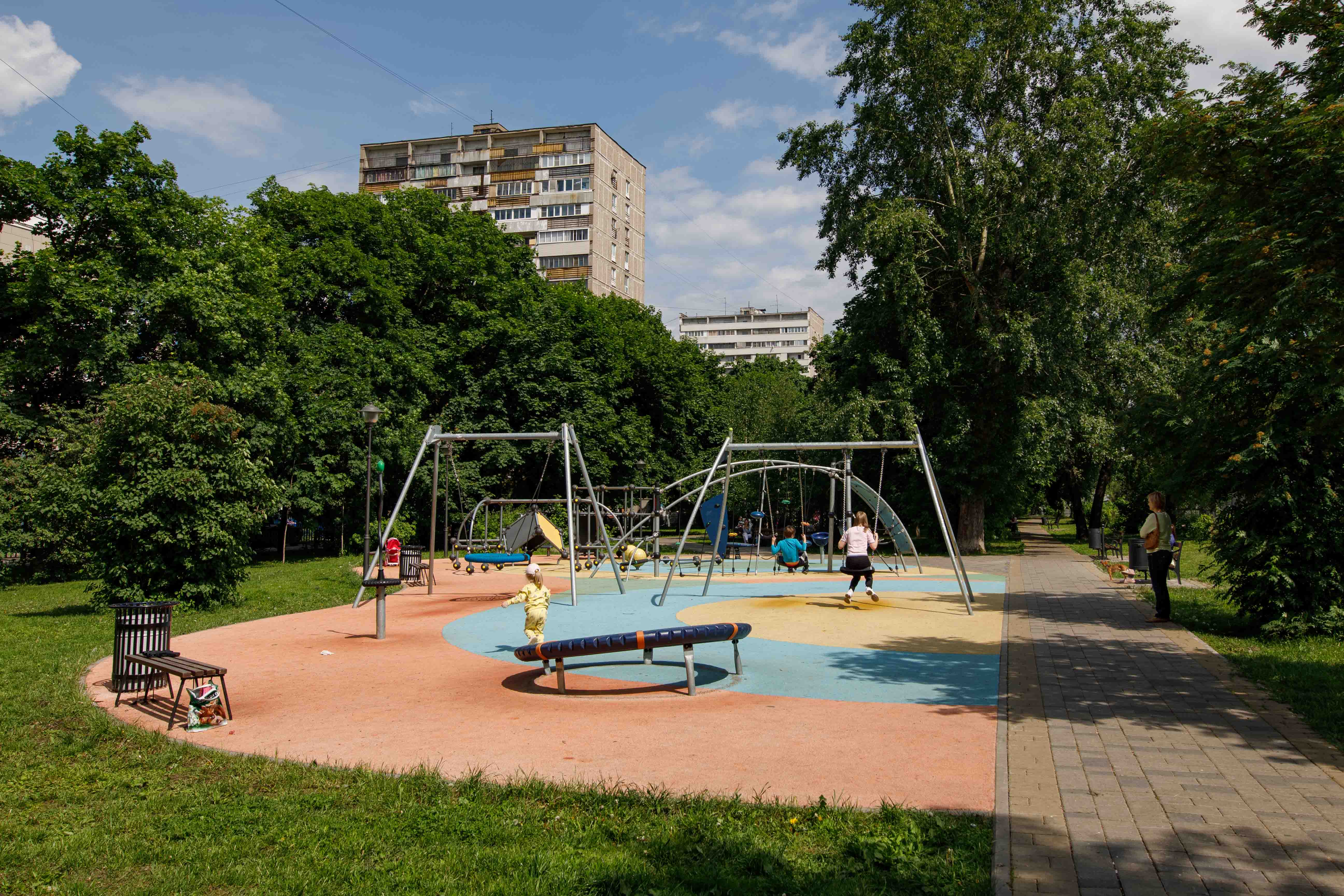
Сквер на 8-м проезде Марьиной рощи

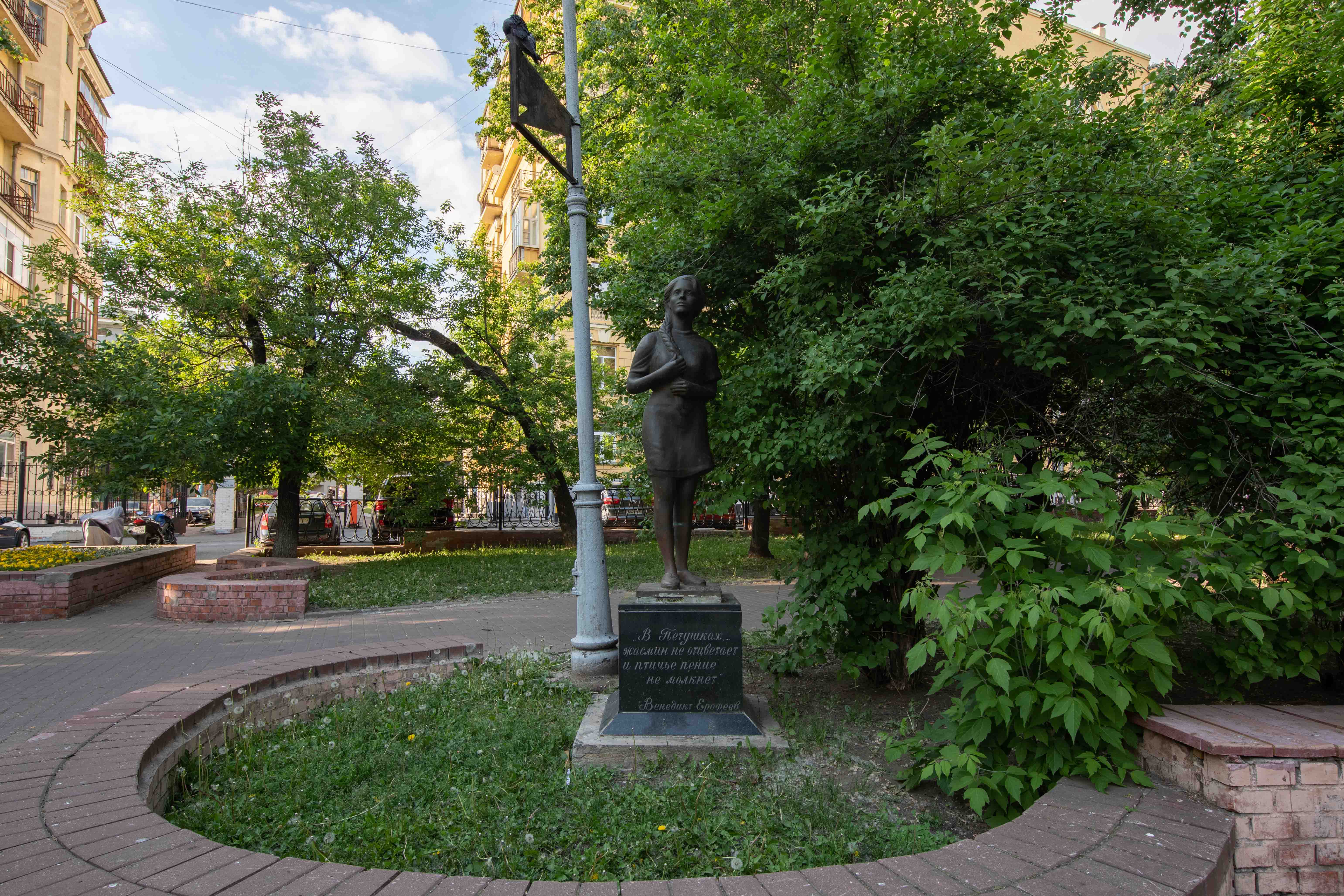
Площадь Борьбы

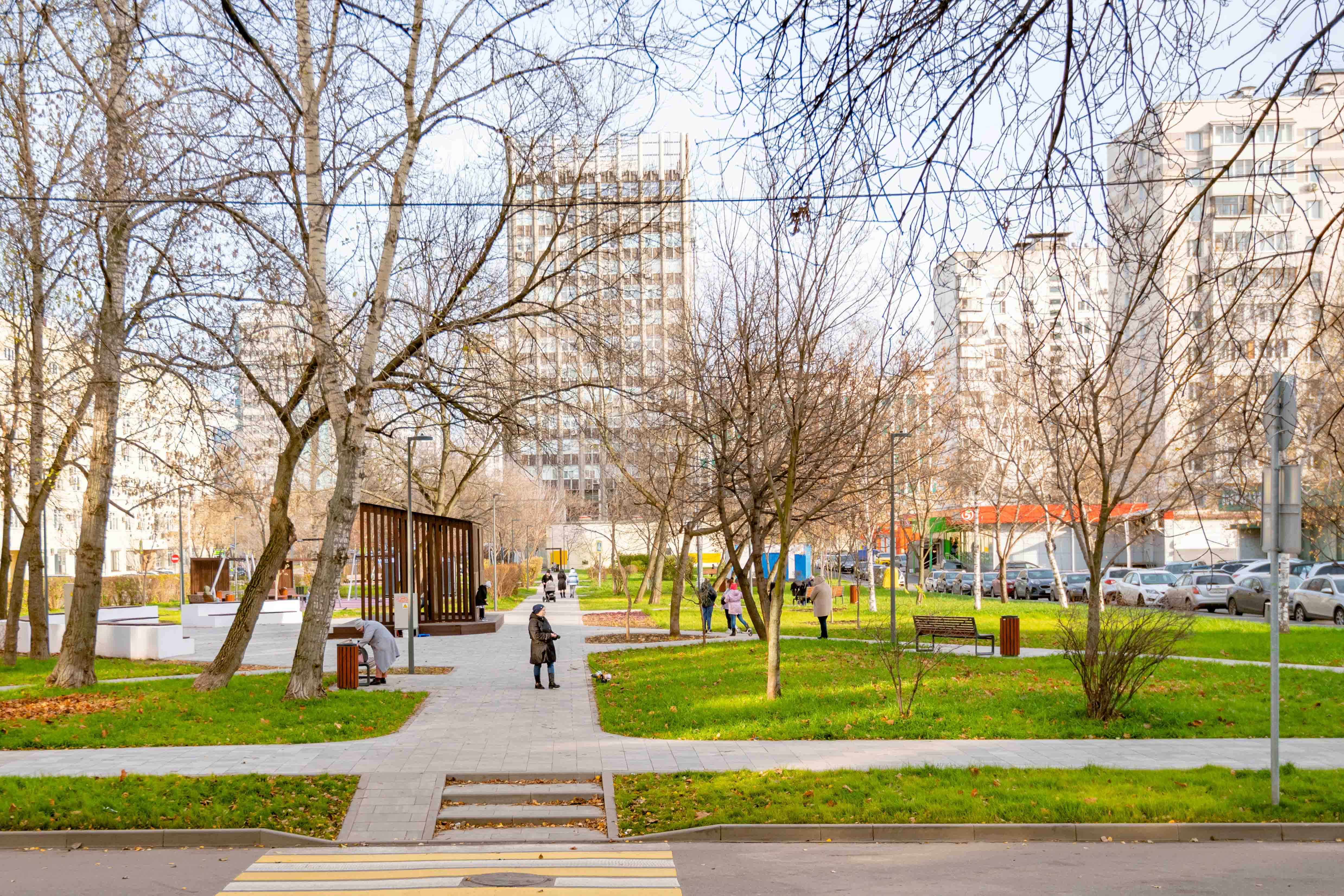
Сквер на Полковой улице

### Скверы и прогулочные зоны

#### Сквер на 9-м проезде Марьиной Рощи
Сквер площадью около гектара располагается между 8-м и 9-м проездами Марьиной Рощи. Его благоустроили в 2015—2016 годах. Инфраструктуру сквера составляют детские площадки (одна для детей младшего возраста, вторая — для детей постарше), спортплощадки с тренажёрами и турниками, а также зоны тихого отдыха.

#### Сквер семьи, любви и верности
Сквер был обустроен на пустыре у дома 26 на Шереметьевской улице в 2018 году. Его посвятили теме семьи, любви и верности, а через дорогу от него располагается Храм иконы Божией Матери «Нечаянная Радость». В сквере установили топиарные фигуры, изображающие семью из трёх медведей и пару аистов в гнезде — эта птица является символом семьи. Кроме того, были установлены скамейки с бортиками из топиария и разбиты цветники — здесь высадили тюльпаны и установили вертикальную клумбу в форме сердца.

#### Площадь Борьбы
Прежнее название площади — Александровская, она получила свое имя по Александровскому институту благородных девиц, основанному здесь в 1891 году. В 1918 году её переименовали в память об Октябрьском вооружённом восстании в Москве, несколько боев которого проходило в этом районе. Площадь представляет собой небольшой сквер с цветниками и двумя памятниками, посвящёнными героям поэмы Венедикта Ерофеева «Москва-Петушки» — Веничке и его девушке. Памятники были перенесены сюда в 2000 году, к десятой годовщине со дня смерти писателя, — монумент Веничке перенесли в сквер с Курского вокзала, а его девушке — из города Петушки.

#### Сквер на Полковой улице
Сквер площадью около гектара расположен между Полковой улицей и Проектируемым проездом № 1191. В 2021 году в сквере обновили инфраструктуру. Здесь находятся три рекреационные зоны — для взрослых есть прогулочное пространство со скамейками для отдыха и столами для пинг-понга, для проведения мероприятий установлена крытая сцена с двухэтажным амфитеатром и пространством для отдыха, а для детей есть игровые площадки для разного возраста.

## Население
| 2002    | 2010    | 2012    | 2013    | 2014    | 2015    | 2016    |
| ------- | ------- | ------- | ------- | ------- | ------- | ------- |
| 60 194  | ↗65 973 | ↗66 371 | ↗66 418 | ↗66 794 | ↗66 844 | ↗67 295 |
| 2017    | 2018    | 2019    | 2020    | 2021    | 2023    | 2024    |
| ↘67 234 | ↗67 367 | ↗67 394 | ↗67 538 | ↘63 272 | ↘63 095 | ↘62 191 |

### Национальный состав
По итогам переписи населения 2020 года проживали следующие национальности (национальности менее 0,1 % и другое, см. в сноске к строке «Другие»):
| Национальность | Численность, чел. | Доля     |
| -------------- | ----------------- | -------- |
| Русские        | 49 883            | 78,84 %  |
| Армяне         | 504               | 0,80 %   |
| Татары         | 483               | 0,76 %   |
| Украинцы       | 355               | 0,56 %   |
| Евреи          | 314               | 0,50 %   |
| Грузины        | 254               | 0,40 %   |
| Таджики        | 153               | 0,24 %   |
| Узбеки         | 149               | 0,24 %   |
| Азербайджанцы  | 126               | 0,20 %   |
| Киргизы        | 85                | 0,13 %   |
| Белорусы       | 77                | 0,12 %   |
| Чеченцы        | 76                | 0,12 %   |
| Другие         | 10 813            | 17,09 %  |
| Итого          | 63 272            | 100,00 % |

## Район и знаменитые люди
- 19 мая 1828 года на гуляниях в Марьиной роще перед отъездом в Санкт-Петербург, побывал А. С. Пушкин[5].
- Приезжали сюда на народные гуляния и Н. В. Гоголь и генерал-губернатор князь Долгоруков[5].
- В южной части района жил писатель Ф. М. Достоевский. Его именем названы улица и станция метро.
- В начале XX века на Октябрьской улице одно время жил Генеральный конструктор космических кораблей С. П. Королёв.
- Здесь жили клоун Л. Г. Енгибаров, иллюзионист И. Э. Кио[5].
- Своё детство провели А. А. Вайнер и Юрий Норштейн[32][33].
- В 1982 году А. И. Райкин и К. А. Райкин перевезли Ленинградский театр миниатюр в Москву на Шереметьевскую улицу. В 1987 переименован в Российского государственного театра «Сатирикон» имени Аркадия Райкина.
- Восьмиметровую комнату Харджиева в Марьиной роще (Александровский пер., 43, кв. 4) Ахматова называла «убежищем поэтов». Кто только ни находил приют в 30—40-е годы XX века в этой «деревянной шкатулке»! В этой комнате бывали Пастернак, Кручёных, Нарбут, Зенкевич, Хармс, Введенский, Олейников, Малевич, Татлин, Чурилин, Суетин, Пунин, Мандельштам и многие многие другие. Здесь в начале июня 1941 года произошла встреча Анны Ахматовой и Марины Цветаевой, после которой Ахматова сказала: «А всё-таки я перед ней тёлка»[34][35].
- С 1964 по 2014 гг. здесь проживала российская правозащитница Валерия Новодворская.

## Район в произведениях литературы и кино
- Предание о сокольничем Ивана Грозного Трифоне Патрикееве.
- Повесть «Марьина роща» В. А. Жуковского[36].
- Песня Владимира Высоцкого «Город уши заткнул…»:

«Ты увидел, услышал — как листья дрожат
Твои тощие, хилые мощи, —
Дело сделал своё я — и тут же назад,
А вещи — тёще в Марьиной Роще.»
Высоцкий В. С. Соч. в 2 т. Т. 1. — Изд. 11-е. — Екатеринбург, «У-Фактория», 1998.
- В песне А. Розенбаума «Подмосковное танго»:

Здесь, в кленовом багрянце, в осеннем огне,
Сумасшествие Марьиной Рощи.
И поэтому нынче привиделся мне
Полуночный московский извозчик.
- Району посвящена песня группы «Голос Омерики» «Марьина Роща»
- В песне композитора Лоры Квинт в исполнении Николая Караченцова «Марьина роща»:

Где-то стонет колокольчик,
Наконец-то мы одни.
На дороге показались
Рощи Марьиной огни.
Гуляй, гуляй, Марьина роща,
Гуляй, гуляй, честной народ!
Гляди на жизнь как можно проще,
Пока сам чёрт тебя не заберёт…
- Песня Евгения Кемеровского «Марьина роща»:

Ах ты, шконочка, ах ты, шлёночка,
А на воле осталась девчоночка.
И колечко, ей мною подарено.
Я вернусь к тебе, роща Марьина.
- Песня Влады Московской «Адресок»

Мне твердят: «Живи и будь попроще»,
Только им, наверно, невдомёк -
Родом я из Марьиной из Рощи,
Это значит — от беды на волосок.
- В районе происходят действия одноимённого сериала (2013).